# American VI: Ain't No Grave
Albums de Johnny Cash
American V: A Hundred Highways
(2006)
American VI: Ain't No Grave est un album posthume de Johnny Cash. Il est sorti le 23 février 2010, soit 3 jours avant le 78e anniversaire de la naissance de Cash. La musique de cet album provient des mêmes sessions d'enregistrement que celles présentes sur son précédent album, American V: A Hundred Highways.
La chanson Ain't No Grave (Gonna Hold This Body Down) extraite de cet album est utilisée par la WWE en 2011 comme thème d'entrée du célèbre lutteur The Undertaker.
La chanson A Satisfied Mind est d'abord parue sur la bande-originale du film Kill Bill Volume 2, en 2004.

## Titres
| No  | Titre                                  | Auteur                           | Durée |
| --- | -------------------------------------- | -------------------------------- | ----- |
| 1.  | Ain't No Grave (can Hold my Body Down) | Claude Ely                       | 2:53  |
| 2.  | Redemption Day                         | Sheryl Crow                      | 4:22  |
| 3.  | For the Good Times                     | Kris Kristofferson               | 3:22  |
| 4.  | I Corinthians 15:55                    | Johnny Cash                      | 3:38  |
| 5.  | Can't Help but Wonder Where I'm Bound  | Tom Paxton                       | 3:26  |
| 6.  | A Satisfied Mind                       | Red Hayes, Jack Rhodes           | 2:48  |
| 7.  | I Don't Hurt Anymore                   | Don Robertson, Walter E. Rollins | 2:45  |
| 8.  | Cool Water                             | Bob Nolan                        | 2:53  |
| 9.  | Last Night I Had the Strangest Dream   | Ed McCurdy                       | 3:14  |
| 10. | Aloha Oe                               | Liliʻuokalani                    | 3:00  |